# 中央政府所在地
中央政府所在地（英語：Seat of Government），又稱中央部會所在地，是指一個國家的中央政府（包括管理全國事務的國家機構）所在的地方，可以是一幢建築物、建築群或城市。在大多數國家中，中央政府所在的城市往往具有首都的地位。一些國家的中央政府所在地與首都地處不同的城市，例如荷蘭的首都為阿姆斯特丹，中央政府所在地為海牙；馬來西亞的首都為吉隆坡，中央政府所在地為布城。

## 中華民國

### 遷台前（1911—1949）
中華民國建國後，國民政府將中央政府各機關設於南京市，並在基本法《中華民國訓政時期約法》第五條明定南京為首都。行憲後，憲法雖無首都條文（由于首都的相關條文在制憲時有極大的爭議，《中华民国宪法》中并無首都的條文，以『中央政府所在地』來表示。），而在第二次国共内战期间，由于國軍在军事上不断失利，导致中央政府屡次迁移，经廣州市、重慶市和成都市，於1949年将首都迁移至台湾臺北市，直至今日。。

### 遷台後（1949—現在）
中華民國播遷到臺灣後，已在各种法律、命令、公報、報告、外交文件內有「臺北是首都」之表述（參見中華民國首都#中華民國政府對於首都是臺北的確定），而其指定與臺北市之聯結也很明確，政府在重要官方文書與行政命令已將臺北确认為中華民國首都。2000年首次政黨輪替後，民主進步黨執政的中央政府更加正視臺北市作為首都的事實，而甚少使用「中央政府所在地」等詞彙，历任的臺北市市長也都以首都市長自居。2002年，中華民國教育部決議將教科書中的相關文字改為「中華民國首都在臺北」或「中華民國中央政府在臺北」，台湾民主化和台湾本土化持續蓬勃发展，台灣人、国际观光客、国际新聞媒体與全世界各国政府都早就已經認定臺北市是中華民國首都。